# Îlet Fortune
Îlet Fortune är en ö i Guadeloupe (Frankrike). Den ligger i den centrala delen av Guadeloupe, 24 km nordost om huvudstaden Basse-Terre.